# Дж. Р. Р. Толкин: Биография
«Джон Р. Р. Толкин. Биография» (англ. J. R. R. Tolkien: A Biography) — биография английского писателя Джона Р. Р. Толкина (1892—1973), написанная Хамфри Карпентером и впервые опубликованная в 1977 году. Издатель назвал её «официальной биографией создателя Средиземья». На неё ссылается большое количество дальнейших исследований творчества Толкина. В Великобритании была опубликована издательством George Allen & Unwin, в США — издательством Houghton Mifflin. Впоследствии неоднократно переиздавалась.

## Содержание
Книга состоит из восьми глав и приложений.
1. Визит.
2. 1892—1916: Юные годы.
3. 1917—1925: Рождение мифологии.
4. 1925—1949 (I): «В норе на склоне холма жил да был хоббит».
5. 1925—1949 (II): Третья эпоха.
6. 1949—1966: Успех.
7. 1959—1973: Последние годы.
8. Дерево.

## История создания
Во время работы над биографией Карпентер получил доступ к черновикам и письмам Джона Р. Р. Толкина (большинство из которых ещё не были опубликованы), также он брал интервью у его друзей и членов семьи.
В интервью Мартину Уэйнрайту на BBC Radio 4 в 2003 году Карпентер признался, что Кристофер Толкин отверг его первую черновую версию биографии, посчитав её слишком скучной. Карпентер предположил, что это было связано со слишком большим количеством цитируемых им писем Толкина.

## Восприятие
Исследователь Толкина Том Шиппи отметил, что несмотря на выход биографии в 1977 году, ещё до выхода большого количества неопубликованного материала, который затем вышел под редакцией Кристофера Толкина (сына Джона Р. Р. Толкина), книга «очень хорошо» себя зарекомендовала, повествуя о «грустной и трагической юности» Толкина и хорошо освещает его взаимоотношения с Клайвом Стейплзом Льюисом и издателями. Огаст Дж. Фрай написал рецензию на биографию Карпентера в журнале Christianity & Literature в 1977 году, а Антеа Лосон — в газете The Observer в 2002 году.
Чарльз Ллойд сделал обзор биографии в выпуске журнала Sewanee Review 1978 года. Он отметил, что Карпентеру удалось раскрыть «впечатляющую жизнь, не вставляя между читателем и субъектом личные пристрастия или саморекламу». В результате, по мнению Ллойда, Толкин предстаёт как «очень обычный, даже малоизвестный профессор». Описание юности Толкина, по Ллойду, является «захватывающим и поразительним»; также в биографии очень хорошо описаны дружеские контакты Толкина и его отношение к католицизму.

## Перевод на русский язык
В 2002 году издательство «Эксмо» выпустило перевод книги на русский язык. Автором перевода стала Хромова Анна Сергеевна; Лихачёва Светлана Борисовна и Королёв Кирилл Михайлович перевели стихи. В 2020 году издательство АСТ выпустило новое издание перевода.